# Stade Municipal de Djougou
Stade Municipal – wielofunkcyjny (m.in. piłkarski) stadion w Djougou w Beninie. Stadion mieści 3400 osób. Na stadionie grają zawodnicy klubu Panthères FC.